# Alex Shibutani
Alex Hideo Shibutani (25 de abril de 1991) es un patinador sobre hielo estadounidense en la modalidad de danza. Junto con su pareja de patinaje y hermana, Maia Shibutani, es Campeón Olímpico de bronce en 2018 y tres veces medallista Mundial (plata en 2016, bronce en 2011 y 2017) y campeón del Cuatro Continentes de 2016. Los Shibutani han ganado seis títulos en el Grand Prix, además de haber alcanzado el podio en 14 Campeonatos de Estados Unidos consecutivos, en cinco niveles, incluyendo ocho como séniors. En 2018, los hermanos se convirtieron en los primeros patinadores sobre hielo de ascendencia asiática, en la modalidad de danza, en ganar una medalla en los Juegos Olímpicos. Son el segundo dúo de hermanos en compartir una medalla olímpica, y el primero de Estados Unidos. También fueron los Campeones de los Estados Unidos de 2016 y 2017.

## Vida personal
Alex Hideo Shibutani nació el 25 de abril de 1991 en Boston. Es el hijo de Chris Shibutani y Naomi Uyemura, ambos de ascendencia japonesa, quienes se conocieron en Harvard. Tiene una hermana menor, Maia Shibutani, con quien compite en la disciplina de danza sobre hielo. Asistió a la Brunswick School, en Old Greenwich, Connecticut, durante los últimos años de los 90 antes de mudarse a Colorado Springs, donde vivió desde 2005 hasta 2007. Actualmente reside en Ann Arbor, Míchigan.
Mientras estaba en Colorado Springs asistió a la secundaria Cheyenne Mountain High School, completando sus estudios en Huron High School. Entró a la Universidad de Míchigan en el otoño de 2009.

## Programas
| Temporada | Danza corta | Danza libre | Exhibición |
| --------- | --- | --- | --- |
| 2017–2018 | - Mambo: Mambo No. 5 (por Pérez Prado) - Cha Cha: Cherry Pink (and Apple Blossom White) (por Louis Guglielmi interpretado por Pérez Prado) - Samba: Mambo Jambo/Mambo No. 8 (por Pérez Prado)           | «Paradise» (por Coldplay) | - «That's Life» (Dean Kay, Kelly Gordon. Cover de Frank Sinatra) - «That's Life (Remix)» (interpretado por Frank Sinatra, Jay Z, arreglado por Ryan "Ryanimay" Conferido Coreografía por Hokuto "Hok" Konishi, Aye Hasegawa, Randi Strong, y otros) |
| 2016–2017 | - Blues: That's Life por Frank Sinatra - Hip Hop: That's Life (remix) porFrank Sinatra, Jay Z arranged by Ryan "Ryanimay" Conferido coreo. de Hokuto "Hok" Konishi, Aye Hasegawa, Randi Strong, y otros | Evolution: - Spiegel im Spiegel (Mirror in Mirror) por Arvo Pärt - Truman Sleeps (from The Truman Show) de Philip Glass - The Departure por Max Richter coreo. de Maia Shibutani, Alex Shibutani, Marina Zueva, Oleg Epstein, Massimo Scali y otros | - Do You Remember por Jarryd James coreo. de Stéphane Lambiel |
| 2015–2016 | - Waltz, march, waltz: Coppélia de Léo Delibes coreo. de Marina Zueva, Cheryl Yeager | - Fix You por Coldplay - The Scientist de Coldplay coreo. de Peter Tchernyshev | - Fix You de Coldplay coreo. de Peter Tchernyshev - Clair de Lune de Claude Debussy coreo. de Maia Shibutani, Alex Shibutani |
| 2014–2015 | - Flamenco: Asturias Variations de Isaac Albéniz - Paso Doble: The Last Corrida | - Rosen aus dem Süden de Johann Strauss II - El Danubio Azul de Johann Strauss II | - O (Fly On) de Coldplay coreo de Peter Tchernyshev |
| 2013–2014 | Michael Bublé medley: - Foxtrot - Quickstep - Foxtrot | - Wanna Be Startin' Somethin' de Michael Jackson - Man in the Mirror de Michael Jackson - Thriller de Michael Jackson - Wanna Be Startin' Somethin' de Michael Jackson - Ben de Walter Scharf - Thriller de Michael Jackson                         | - I Lived de OneRepublic |
| 2012–2013 | - March: Ojos Azul de Incantations - Waltz: Dolencias de Incantations - Polka: Sikureada de Incantations - Waltz and polka: Mary Poppins Overture de Richard and Robert Sherman                         | - Memorias de una geisha de John Williams | - Lost de Michael Bublé |
| 2011–2012 | - Samba: Batuca de DJ Dero - Samba: The Girl From Ipanema de Olivia - Samba: Samba de Janeiro de Bellini - Batuca de DJ Dero - Skip to the Bip de Club des Belugas - Jazz Machine de Black Machine      | - Sun Valley Serenade de Glenn Miller Orchestra - In The Mood - Moonlight Serenade - Chattanooga Choo Choo | - The Prayer de Charlotte Church, Josh Groban |
| 2010–2011 | - The Carousel Waltz de Richard Rodgers | - Smile (from Modern Times) de Charlie Chaplin - Let's Face the Music and Dance de Irving Berlin | - The Prayer de Charlotte Church, Josh Groban - La Vie en rose de Louis Armstrong |
|           | Danza original | | |
| 2009–2010 | - Itsuka Mata de Tetsuro Naito - Ao-ki Kaze de Ryutaro Kaneko | - Tango Rhapsody de Luis Bacalov - La Vie en Rose de Louis Guglielmi | - La Vie en rose de Louis Armstrong |
| 2008–2009 | - Miss Pettigrew Lives for a Day de Paul Englishby | - Cinema Paradiso de Ennio Morricone | - Japanese Kodo music |
| 2007–2008 | - Japanese Kodo music | - Piano music de Jean-Marie Senia | |
| 2006–2007 | | - Memorias de una geisha de John Williams | |

## Historial de competiciones

### Resultados nivel sénior
| Internacional                              |         |         |         |         |         |         |         |         |
| Evento                                     | 2010-11 | 2011-12 | 2012-13 | 2013-14 | 2014-15 | 2015-16 | 2016-17 | 2017-18 |
| Juegos Olímpicos                           |         |         |         | 9.º     |         |         |         | 3.º     |
| Campeonato Mundial                         | 3.º     | 8.º     | 8.º     | 6.º     | 5.º     | 2.º     | 3.º     |         |
| Cuatro Continentes                         | 2.º     | 4.º     | 4.º     |         | 3.º     | 1.º     | 2.º     |         |
| Final del Grand Prix                       |         | 5.º     |         |         | 4.º     | 4.º     | 3.º     | 3.º     |
| Skate Canada International (Grand Prix)    |         |         |         |         |         | 2.º     |         |         |
| Copa de Rusia/Copa Rostelecom (Grand Prix) |         |         | 4.º     |         |         |         |         | 1.º     |
| Trofeo NHK (Grand Prix)                    | 3.º     | 1.º     | 3.º     | 3.º     |         | 1.º     |         |         |
| Copa de China (Grand Prix)                 |         | 2.º     |         |         | 2.º     |         | 1.º     |         |
| Ice Challenge                              |         |         |         |         | 1.º     |         |         |         |
| Nepela Trophy                              |         |         |         |         | 1.º     | 3.º     |         |         |
| Finlandia Trophy                           |         | 2.º     |         |         |         |         |         |         |
| Nebelhorn Trophy                           | 5.º     |         |         |         |         |         |         |         |
| Nacional                                   |         |         |         |         |         |         |         |         |
| Campeonato USA                             | 2.º     | 2.º     | 3.º     | 3.º     | 2.º     | 1.º     | 1.º     | 2.º     |